# Clara-Zetkin-Straße 26 (Gernrode)

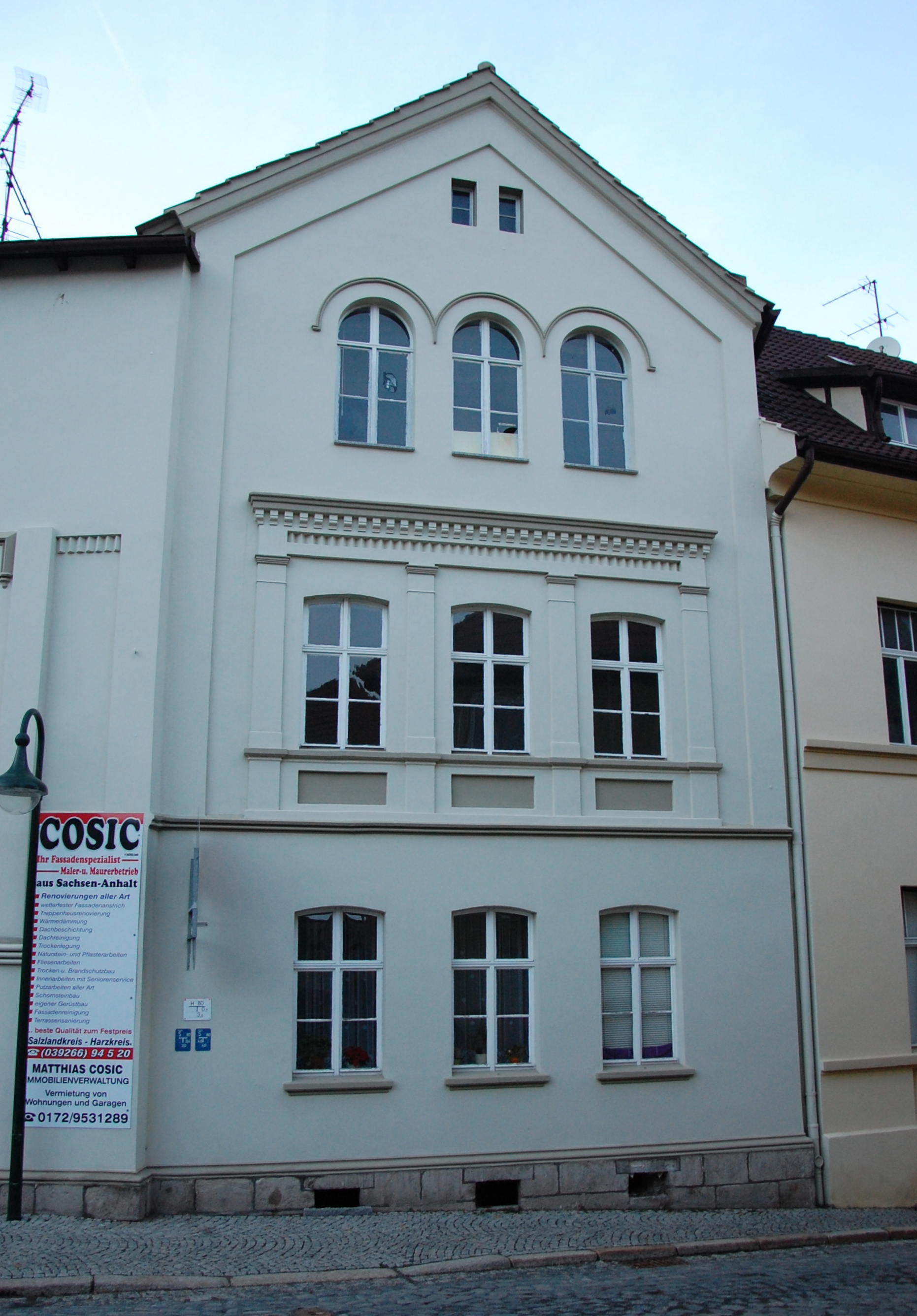
Haus Clara-Zetkin-Straße 26, Seitenrisalit

Das Haus Clara-Zetkin-Straße 26 ist ein denkmalgeschütztes Gebäude im Ortsteil Stadt Gernrode der Stadt Quedlinburg in Sachsen-Anhalt.

## Lage
Das Gebäude befindet sich in der Gernröder Altstadt an der Einmündung der Wolfgangstraße auf die Clara-Zetkin-Straße und ist im örtlichen Denkmalverzeichnis als Wohnhaus eingetragen. 

## Architektur und Geschichte
Das dreigeschossige Gebäude entstand in der Zeit um 1850 im Stil des Spätklassizismus. Aufwendig gestaltet ist ein mit seinem Giebel zur Straße ausgerichteter Seitenrisalit. Im Erdgeschoss befinden sich drei flache Segmentbogenfenster. Die Fassade des ersten Obergeschosses wird durch Pilaster gegliedert und verfügt über einen Fries. Am zweiten Obergeschoss sind die drei Fenster mit Rundbögen versehen. Der übrige Teil des Hauses steht mit seiner Traufseite zur Straße und verfügte ursprünglich ebenfalls über eine aufwändig gestaltete Fassade, die jedoch bei einem Umbau verändert wurde.